# HIV demencija
Neurokognitivni poremećaji povezani sa HIV-om (HIV-associated neurocognitive disorders, HAND) su neurološki poremećaji povezani sa HIV infekcijom i AIDS-om. To je sindrom progresivnog pogoršanja pamćenja, kognicije, ponašanja i motoričke funkcije kod osoba zaraženih HIV-om tokom kasnih stadijuma bolesti, kada je imunodeficijencija teška. HAND može uključivati neurološke poremećaje različite težine. Neurokognitivni poremećaji uzrokovani HIV-om povezani su sa metaboličkom encefalopatijom izazvanom HIV infekcijom i podstaknutom imunološkom aktivacijom makrofaga i mikroglija. Ove ćelije su aktivno inficirane HIV-om i luče neurotoksine domaćinovog i virusnog porekla. Osnovne karakteristike demencije povezane sa HIV-om (HAD) su onesposobljavajuća kognitivna oštećenja praćena motoričkom disfunkcijom, problemima u govoru i promenom ponašanja. Kognitivno oštećenje karakteriše mentalna sporost, problemi sa pamćenjem i loša koncentracija. Motorni simptomi uključuju gubitak kontrole fine motorike što dovodi do nespretnosti, loše ravnoteže i drhtanja. Promene u ponašanju mogu uključivati apatiju, letargiju i smanjene emocionalne reakcije i spontanost. Histopatološki, identifikuje se infiltracijom monocita i makrofaga u centralni nervni sistem (CNS), gliozom, bledilom mijelinskih ovojnica, abnormalnostima dendritskih procesa i gubitkom neurona.
HAD se obično javlja nakon godina HIV infekcije i povezan je sa niskim nivoom CD4+ T ćelija i visokim virusnim opterećenjem u plazmi. Ponekad se smatra prvim znakom pojave AIDS-a. Prevalencija je između 10 i 24% u zapadnim zemljama i primećena je samo u 1-2% infekcija u Indiji. Sa pojavom visokoaktivne antiretrovirusne terapije (HAART), učestalost HAD-a je opala u razvijenim zemljama, iako se njena prevalencija povećava. HAART može sprečiti ili odložiti početak HAD-a kod ljudi sa HIV infekcijom, a takođe može poboljšati mentalnu funkciju kod ljudi koji već imaju HAD.

## Spoljašnje veze
|  | Molimo Vas, obratite pažnju na važno upozorenje u vezi sa temama iz oblasti medicine (zdravlja). |